# Sziéna
A Sziéna olasz eredetű női név, jelentése: vörösesbarna hajú nő.

## Gyakorisága
A teljes népességre vonatkozóan a Sziéna sem a 2000-es, sem a 2010-es években nem szerepelt a 100 leggyakrabban viselt női név között.

## Névnapok
- nincs hivatalos